# Oberea taiwana
Oberea taiwana är en skalbaggsart som beskrevs av Masaki Matsushita 1933. Oberea taiwana ingår i släktet Oberea och familjen långhorningar.
Artens utbredningsområde är Taiwan. Inga underarter finns listade i Catalogue of Life.